# Live from Sydney to Vegas
Live from Sydney to Vegas – drugi oficjalnie wydany DVD amerykańskiej grupy The Black Eyed Peas. Wydanie zawiera dwa nagrania z trasy koncertowej Monkey Business Tour. Pierwszy nagrano w Sydney, a drugi w Vegas. Reżyserem jest Nick Wickham.

## Lista

### Koncert z Sydney
1. "Hey Mama"
2. "Smells Like Funk"
3. "Dum Diddly"
4. "Don’t Lie"
5. "Shut Up" (Knee Deep Version)
6. Taboo Freestyle
7. Apl.de.ap Freestyle
8. will.i.am Freestyle
9. Fergie" Freestyle
10. "Labor Day (It's a Holiday)"
11. "Pump It"
12. "Where Is the Love?"
13. "Don’t Phunk with My Heart"
14. "Let’s Get It Started"

### Koncert z Vegas
1. "Dum Diddly"
2. "Don't Lie"
3. "Where Is the Love?"
4. "Don't Phunk With My Heart"

### Bonusy
1. "Union" (Teledysk)
2. "Bebot Generation Two" (Teledysk)
3. "London Bridge" (Live from Yahoo! Music)
4. "My Humps" (Live)

### TV Broadcast
- Koncert miał swoją premierę w dniu 9 września 2009. Był emitowany 1 godzinę i 5 minut, (z reklamami).

1. "Hey Mama"
2. "Don't Lie"

- Pierwsza przerwa

1. "Shut Up"
2. "Labor Day"
3. "Pump It"

- Druga przerwa

1. Taboo Freestyle
2. apl.de.ap Freestyle
3. will.i.am Freestyle
4. "Where Is the Love?"

- Trzecia przerwa

1. "Don't Phunk with My Heart"